# Кобрин — Брест — Варшава
Газопровод «Кобрин — Брест — Варшава» - ответвление магистрального газопровода «Сияние Севера». Построен в 1985 году, поставки начаты в 1986 году.
Длина 262,5 км, мощность - 5 млрд. куб. м. газа в год.
Диаметр труб - 1020 мм.

## Эксплуатация
По газопроводу «Брест-Варшава» в 2019 году было поставлено 3 млрд куб. м газа, в 2020 года — не менее 1,12 млрд кубов.